# Herreruela
Herreruela ist ein westspanischer Ort und eine Gemeinde (municipio) mit 325 Einwohnern (Stand: 2024) in der Provinz Cáceres in der Autonomen Region Extremadura im Südwesten Spaniens.

## Lage
Herreruela liegt etwa 51 Kilometer (Fahrtstrecke) westlich der Provinzhauptstadt Cáceres in einer Höhe von ca. 315 m. Die Gemeindegrenze nach Norden wird durch den Río Salor gebildet. Das Klima ist gemäßigt bis warm; Regen (601 mm/Jahr) fällt hauptsächlich im Winterhalbjahr.

## Bevölkerungsentwicklung
| Jahr      | 1970 | 1981 | 1991 | 2001 | 2011 | 2021 |
| Einwohner | 1003 | 716  | 548  | 405  | 367  | 331  |

Der deutliche Bevölkerungsrückgang seit den 1950er Jahren ist im Wesentlichen auf die Mechanisierung der Landwirtschaft sowie die Aufgabe bäuerlicher Kleinbetriebe („Höfesterben“) und den damit einhergehenden Verlust von Arbeitsplätzen zurückzuführen.

## Sehenswürdigkeiten
- Marienkirche (Iglesia de Nuestra Señora de la Encarnación)

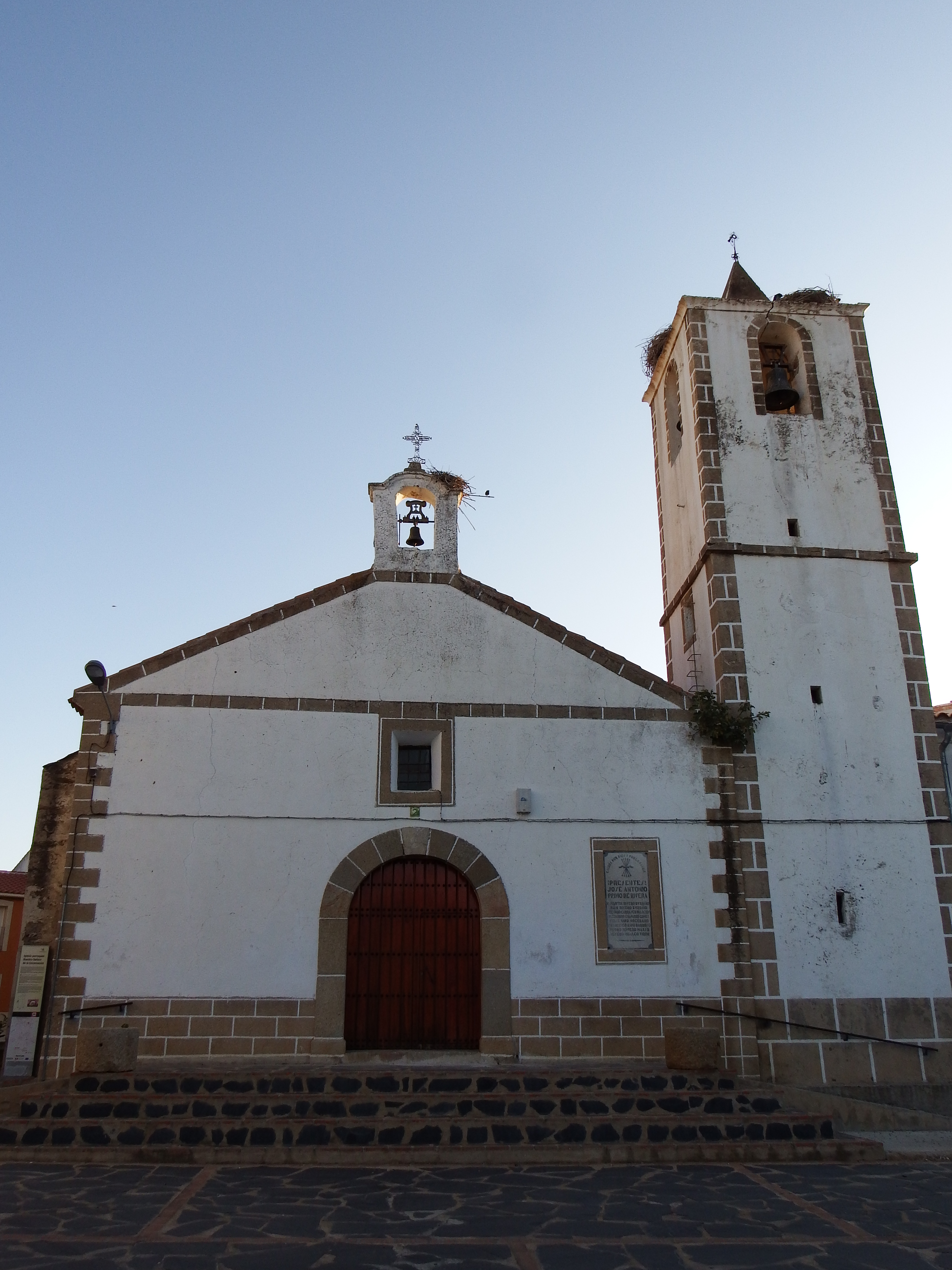
Marienkirche
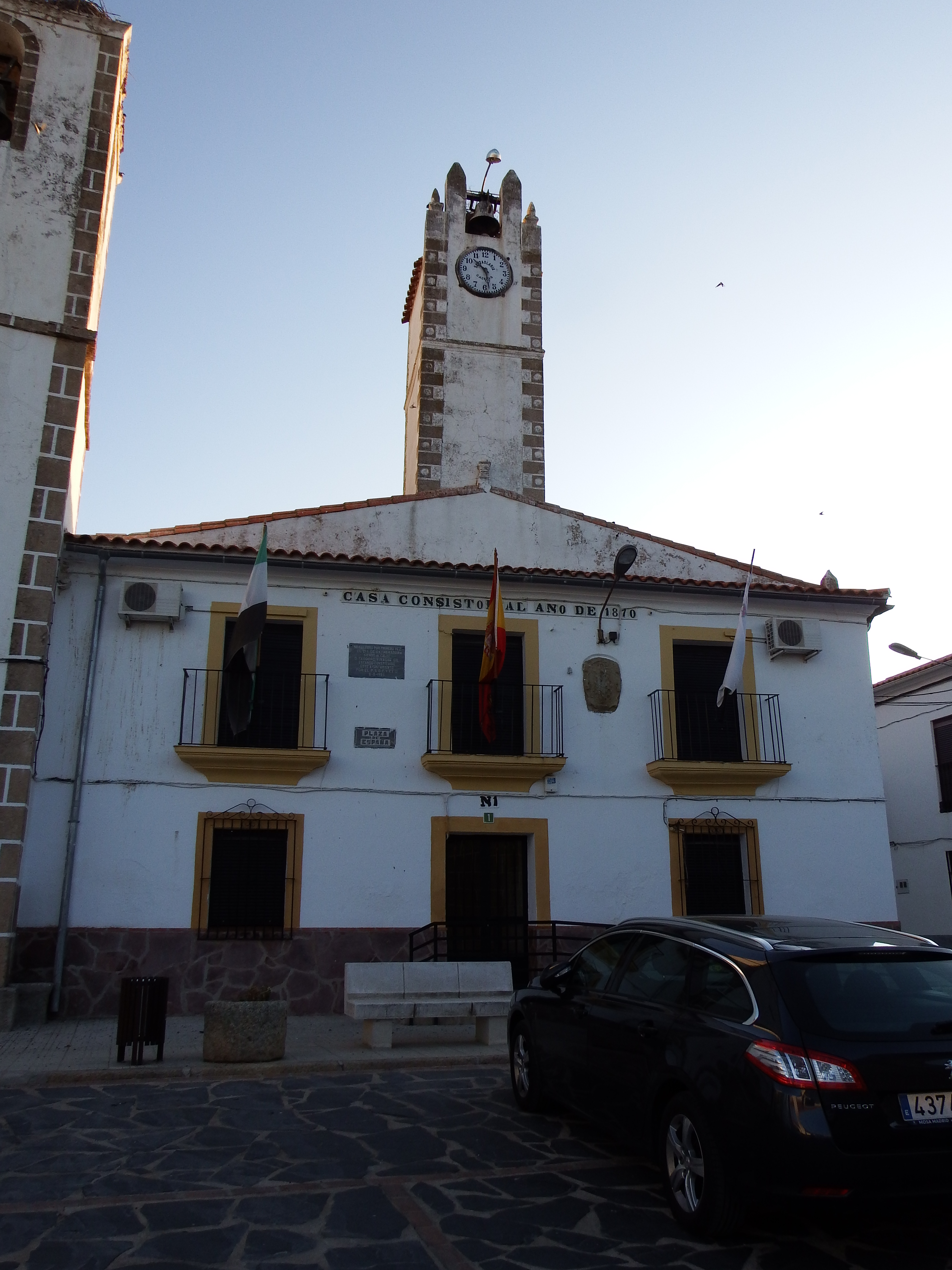
Rathaus